# Sven Kaiser (Politiker)
Sven Kaiser (* 1971 in Duisburg, Deutschland) ist ein deutscher Politiker (CDU) und seit Oktober 2015 Bürgermeister der niederrheinischen Stadt Geldern.

## Werdegang
Kaiser wurde 1971 in Duisburg geboren und hat 1991 die allgemeine Hochschulreife am Friedrich-Spree-Gymnasium in Geldern gemacht. Zwischen 1991 und 1992 hat er den allgemeinen Wehrdienst in Rheine bei der Bundeswehr absolviert.
Nach dem Austritt aus der Bundeswehr studierte er an Fachhochschule für öffentliche Verwaltung in Düsseldorf, was er mit einem akademischen Grad abschloss. Von 1995 bis 1999 ist Kaiser für die Stadt Krefeld in unterschiedlichen Positionen aktiv gewesen. Anschließend arbeitete er sieben Monate lang als Salesmanager bei der IBM Software Group Deutschland. 2000 heiratete Kaiser seine derzeitige Frau. Aus dieser Ehe entstammen drei Kinder. Von 2000 bis 2008 ist Kaiser als Programmierer beim kommunalen Rechenzentrum (KRZN) aktiv gewesen, wo er als Teamleiter und stellvertretender Bereichsleiter für den Bereich eGovernment tätig war. Seit 2004 wohnt Sven Kaiser im geldrischen Stadtteil Veert. Bis 2012 ist Kaiser als Schulpflegschaftsvorsitzender tätig gewesen. Zusätzlich ist er im lokalen SV Veert Jugendtrainer gewesen.
Im Oktober 2015 wurde Kaiser nach einer Stichwahl neuer Bürgermeister von Geldern und löste damit Ulrich Janssen ab, der das Amt elf Jahre innehatte. Im September 2020 wurde Kaiser wiedergewählt, wobei dieser sich gegen Ulrike Michel der SPD und Sven Elbers der AfD durchsetzen konnte. Innerhalb der CDU-Geldern genießt Kaiser einen großen Rückhalt.
Neben seinem Bürgermeisteramt ist Kaiser zusätzlich erster Vorsitzender von Agrobusiness-Niederrhein. Zusätzlich ist Sven Kaiser als Dozent an der Hochschule Rhein-Waal tätig.